# Andy Summers
Andrew „Andy“ James Summers (* 31. prosince 1942 Poulton-le-Fylde) je britský kytarista, známý především jako člen rockové kapely The Police.
Summers začínal jako jazzový kytarista, který v teenagerském věku hrál v různých klubech. Jeho profesionální kariéra začala v 60. letech ve skupině Zoot Money's Big Roll Band. V roce 1968 byl několik měsíců členem kapely Soft Machine. O Summerse se zajímali v polovině 70. let i The Rolling Stones, měl zde působit jako hlavní kytarista po odchodu Micka Taylora. Skupina si ale nakonec vybrala Rona Wooda. V roce 1977 se stal členem The Police, kde působil až do jejich rozpadu v roce 1984. Poté spolupracoval s různými hudebníky (např. John Etheridge, Robert Fripp, Tony Levin, Ginger Baker).

## Sólová diskografie
- I Advance Masked (1982, s Robertem Frippem)
- Bewitched (1984, s Robertem Frippem)
- XYZ (1987)
- Mysterious Barricades (1988)
- The Golden Wire (1989)
- Charming Snakes (1990)
- World Gone Strange (1991)
- Invisible Threads (1993, s Johnem Etheridgem)
- Synaesthesia (1996)
- The Last Dance of Mr. X (1997)
- Strings of Desire (1998, s Victorem Biglionem)
- Green Chimneys: The Music of Thelonious Monk (1999)
- Peggy's Blue Skylight (2000)
- Earth + Sky (2004)
- Splendid Brasil (2005, s Victorem Biglionem)
- First You Build a Cloud (2007, s Benem Verderym)